# Arcidiocesi di Ferrara-Comacchio
L'arcidiocesi di Ferrara-Comacchio (in latino Archidioecesis Ferrariensis-Comaclensis) è una sede della Chiesa cattolica in Italia suffraganea dell'arcidiocesi di Bologna appartenente alla regione ecclesiastica Emilia-Romagna. Nel 2023 contava 265.190 battezzati su 267.300 abitanti. È retta dall'arcivescovo Gian Carlo Perego.

## Territorio
L'arcidiocesi comprende 23 comuni della provincia di Ferrara.
Sede arcivescovile è la città di Ferrara, dove si trova la cattedrale di San Giorgio. A Comacchio si trova la concattedrale di San Cassiano.
Il territorio è suddiviso in 173 parrocchie, raggruppate in 8 vicariati:
- vicariato urbano Madonna delle Grazie;
- vicariato suburbano Santa Caterina de Vigris;
- vicariato suburbano San Maurelio vescovo;
- vicariato foraneo Beato Tavelli da Tossignano;
- vicariato foraneo San Giorgio martire;
- vicariato foraneo Sant'Apollinare martire;
- vicariato foraneo San Cassiano martire;
- vicariato foraneo San Guido abate.

## Storia

### Sede di Ferrara
La sede di Ferrara ebbe origine dalla più antica diocesi di Voghenza. Con molta probabilità il cristianesimo arrivò a Voghenza dalla vicina Ravenna grazie ai numerosi scambi commerciali che, per via fluviale, intercorrevano tra le due città. Le notizie storiche scarseggiano, ma secondo la tradizione il primo vescovo di Voghenza fu Oltrando (o Otrado) che, attorno al 330, fu ordinato da papa Silvestro I. Dopo di lui furono vescovi Giulio (331) e Leone (364). Maggiori notizie riguardano il vescovo Costanzo, al quale scrisse sant'Ambrogio in occasione della morte del vescovo di Imola.

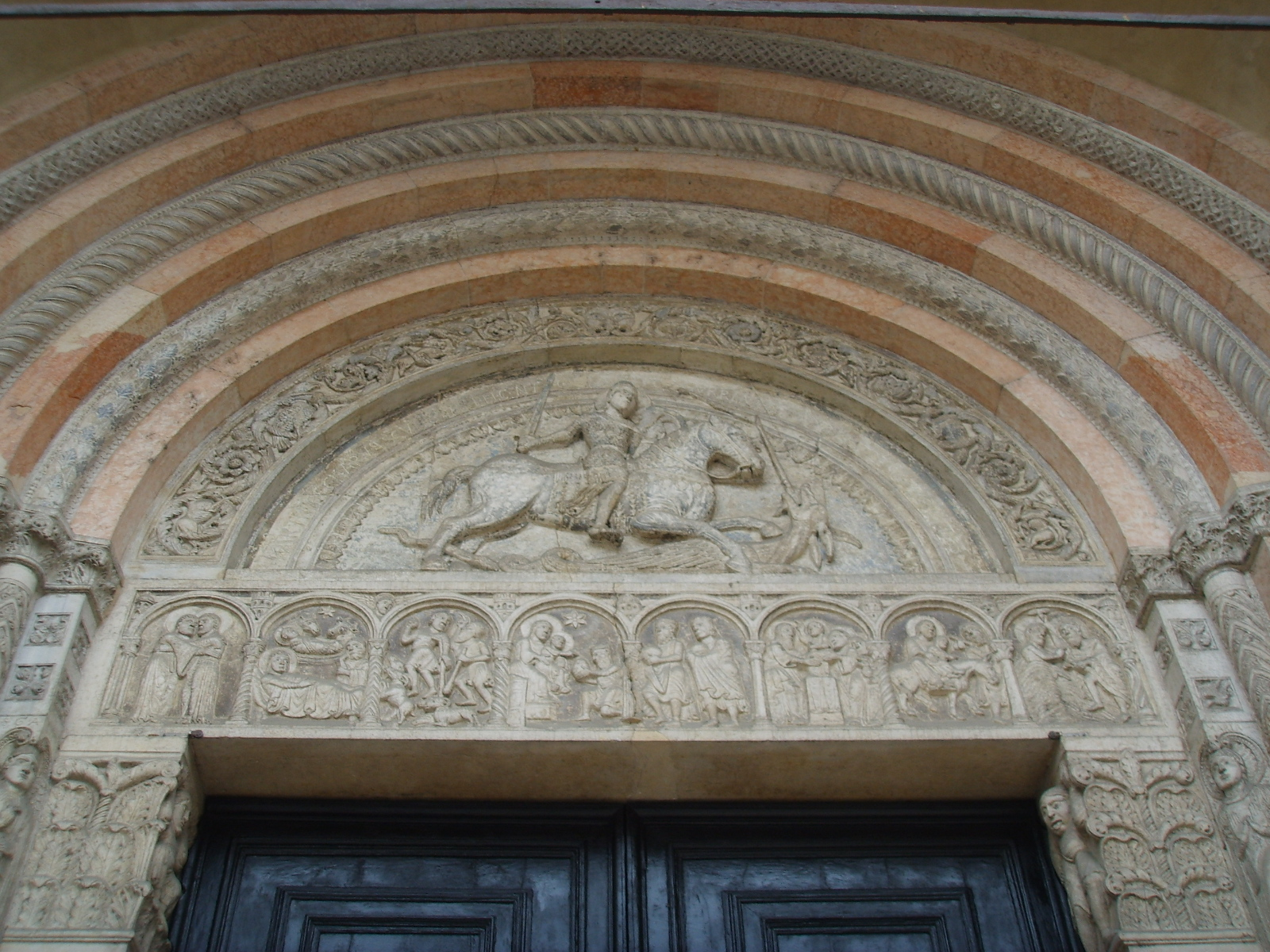
Particolare della lunetta nel portale della cattedrale di Ferrara con san Giorgio a cavallo opera del XII secolo attribuita allo scultore Nicholaus.

Originariamente fu diocesi suffraganea dell'arcidiocesi di Milano e nella prima metà del V secolo entrò a far parte della provincia ecclesiastica dell'arcidiocesi di Ravenna. Nel 442 il metropolita di Ravenna, Pietro Crisologo, consacrò il vescovo Marcellino.
Leone II (611-620) fu il primo vescovo di Voghenza ad essere venerato come santo. Nel XIX secolo le sue spoglie furono trasferite a Ferrara e vengono conservate nella chiesa di santo Stefano.
L'ultimo vescovo di Voghenza fu Maurelio (o Maurilio) nel 644. Dopo la sua morte la diocesi fu trasferita più a nord per ragioni di sicurezza e questo spostamento corrisponde temporalmente al momento di fondazione della città estense. Il luogo fu scelto perché difendibile dalle incursioni barbariche e considerando la posizione aggressiva dello scismatico arcivescovo di Ravenna, Mauro. 
Nacque Ferrariola (Forum Alieni in latino, detta anche "Babilonia"), dove fu costruita la prima basilica di San Giorgio (San Giorgio Transpadano). I vescovi continuarono a portare il titolo legato a Voghenza per altri tre secoli e sarà necessario attendere il 965 per avere un primo documento in cui un vescovo si intitola Episcopus Ferrariensis. Per tutto il resto del X secolo si alternarono nelle intestazioni il vecchio e il nuovo titolo.
All'inizio del XII secolo durante l'episcopato di Landolfo la sede vescovile fu trasferita ancora più a nord, sulla riva opposta del Po di Volano, dove fu edificata l'attuale cattedrale, anch'essa dedicata a san Giorgio, consacrata nel 1135. Nello stesso periodo la diocesi si sottrasse alla giurisdizione metropolitica dell'arcivescovo di Ravenna, ottenendo da papa Pasquale II la bolla di esenzione Officii nostri dell'8 aprile 1106, confermata da altre due bolle di papa Innocenzo II, che iniziano entrambe con le parole Ad hoc in Apostolicae sedis cathedra e datate 11 maggio 1133 e 22 aprile 1139.
Le cronache del 28 marzo 1171 registrano un miracolo eucaristico che sarebbe avvenuto nella chiesa di Santa Maria in Vado a Ferrara. Secondo la versione più comune del miracolo, dall'Ostia spezzata sarebbe uscito del sangue, ma non mancano versioni diverse, scritte in epoche posteriori.
Nel 1187 papa Urbano III morì a Ferrara e nella città si riunì il conclave che elesse come suo successore papa Gregorio VIII.

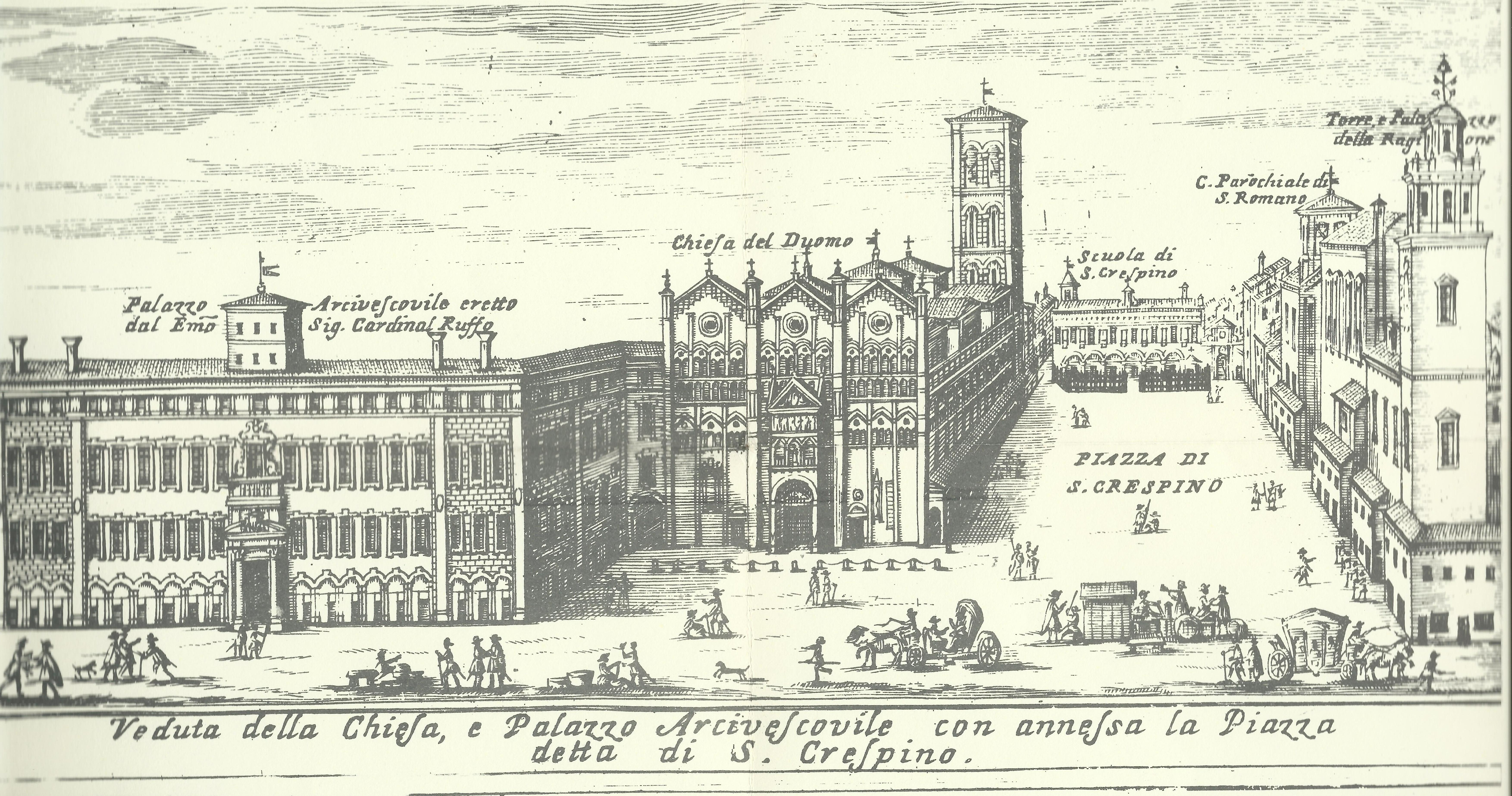
Incisione di Andrea Bolzoni del XVIII secolo con il palazzo Arcivescovile e la cattedrale di San Giorgio a Ferrara.

Nel 1269 morì Armanno Pungilupi, che dopo una vita di mortificazione era venerato dal popolo come beato. Fu sepolto nella cattedrale e successivamente la salma fu posta in un'arca di marmo e gli fu innalzato un altare. Il suo culto crebbe e fra il popolo circolavano voci su presunti miracoli dovuti alla sua intercessione. Tuttavia, il processo canonico istituito dal vescovo Alberto non solo rigettò il culto, ma reputò il Pungilupi colpevole di eresia, visto che nel 1254 era stato condannato dall'Inquisizione per alcuni errori circa l'Eucaristia. Nel 1300 il corpo del Pungilupi fu arso lungo le rive del Po, la sua arca venne distrutta e l'altare demolito. Ne seguì un tumulto popolare, sedato dalla forza pubblica.
Nel 1438 la sede del concilio di Basilea fu spostata a Ferrara, dove rimase fino all'anno successivo, quando venne nuovamente spostata a Firenze.
Il 22 luglio 1584 il vescovo Pietro Leoni istituì il seminario diocesano. Nel 1755 fu trasferito in nuovi locali ed ampliato.
Il 27 luglio 1735 con la bolla Paterna pontificii nobis di papa Clemente XII la diocesi di Ferrara fu elevata al rango di arcidiocesi e agli arcivescovi fu concesso il privilegio del pallio.
Nel 1796 fu imposta la riduzione del numero delle parrocchie e il vescovo Alessandro Mattei fu destituito per attività antirepubblicana con il decreto del 16 ventoso VI. Nel 1798 la Repubblica Cisalpina costrinse l'arcivescovo all'esilio e impose pesanti limitazioni al culto. Soppresse sette conventi di monache e obbligò le monache di un ottavo ad abbandonare la tonaca. Anche molte chiese, con le soppressioni napoleoniche, vennero chiuse e vendute, tra queste un'antica basilica, la chiesa di San Pietro. Furono soppresse tutte le confraternite, vietate tutte le manifestazioni pubbliche del culto comprese le processioni, venne soppresso il capitolo dei canonici della cattedrale e confiscati i beni ecclesiastici. I parroci avrebbero dovuto essere scelti tenendo conto solo del livello della loro istruzione.
Nel 1799 l'Impero austriaco ebbe il sopravvento sui francesi e l'arcivescovo rientrò a Ferrara ponendo fine a tutte le limitazioni previste l'anno addietro. Le truppe francesi ritornarono nel 1800 e ripresero la loro politica precedente.
Il concordato fra Napoleone Bonaparte e papa Pio VII del 1803 elevò l'arcidiocesi di Ferrara al rango di sede metropolitana e le furono date come suffraganee le diocesi di Adria, di Comacchio, di Mantova e di Verona.
Nel 1815 il Congresso di Vienna sottrasse a Ferrara le suffraganee a nord del Po e anche la diocesi di Comacchio ritornò nella provincia ecclesiastica di Ravenna. Da quel momento l'arcidiocesi non ebbe più suffraganee e negli Annuari pontifici di fine secolo venne segnalata come diocesi immediatamente soggetta alla Santa Sede.
Con le bolle De salute Dominici gregis del 1º maggio 1818 e Cum non gravibus del 9 marzo 1819 di papa Pio VII, fu modificato il territorio dell'arcidiocesi, che perse 21 parrocchie a favore della diocesi di Adria, acquistando dalla medesima le parrocchie di Cornacervina, Rero con Finale, Guarda Ferrarese, Ro, Ruina, Zocca, Serravalle e Mesola che si trovavano nell'oltrepò ferrarese.
L'8 dicembre 1976, con il decreto Ad maius Christifidelium della Congregazione per i vescovi, Ferrara, pur mantenendo il titolo arcivescovile, divenne suffraganea dell'arcidiocesi di Bologna.

### Sede di Comacchio

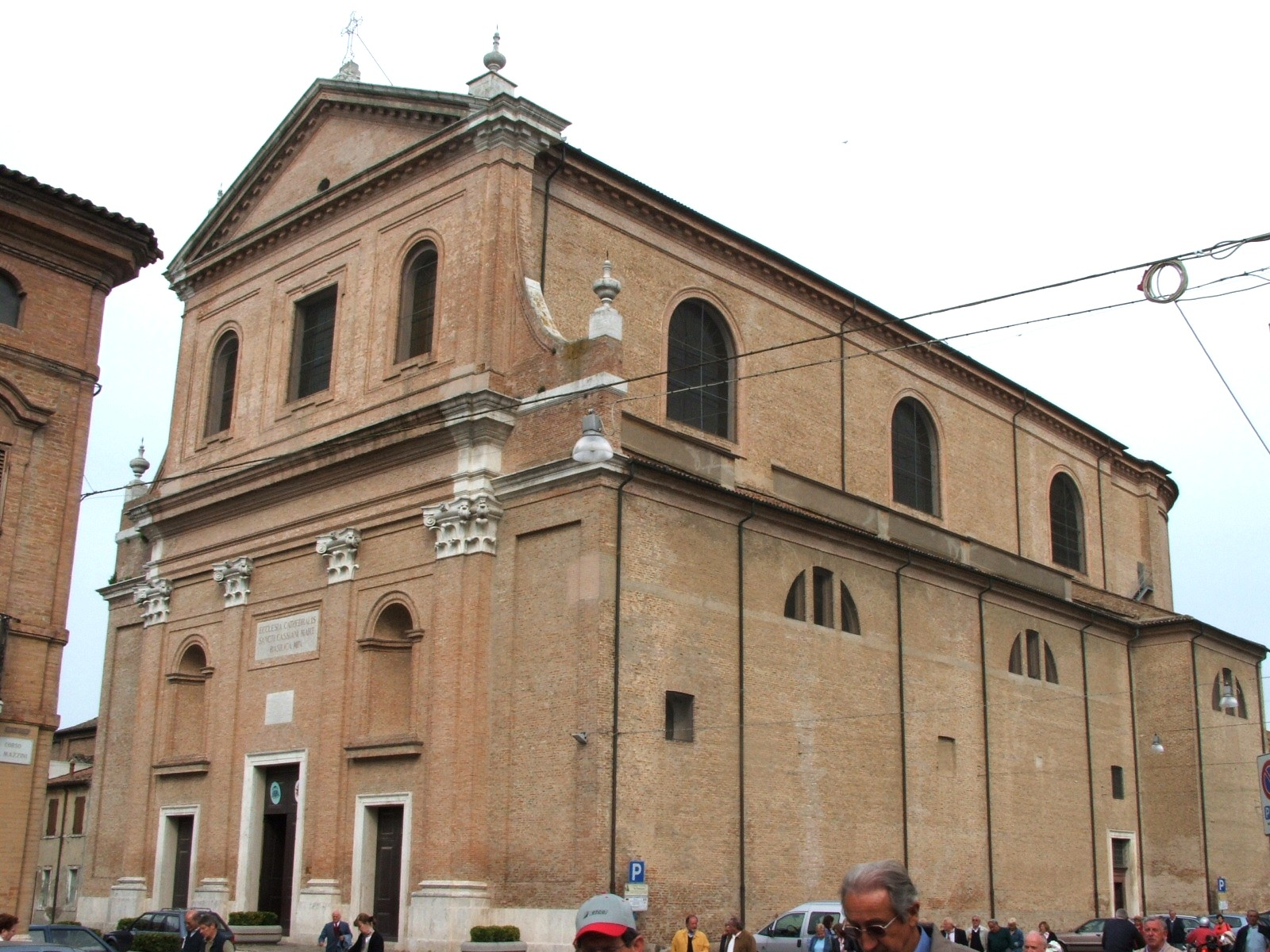
Duomo, o concattedrale di san Cassiano, a Comacchio.

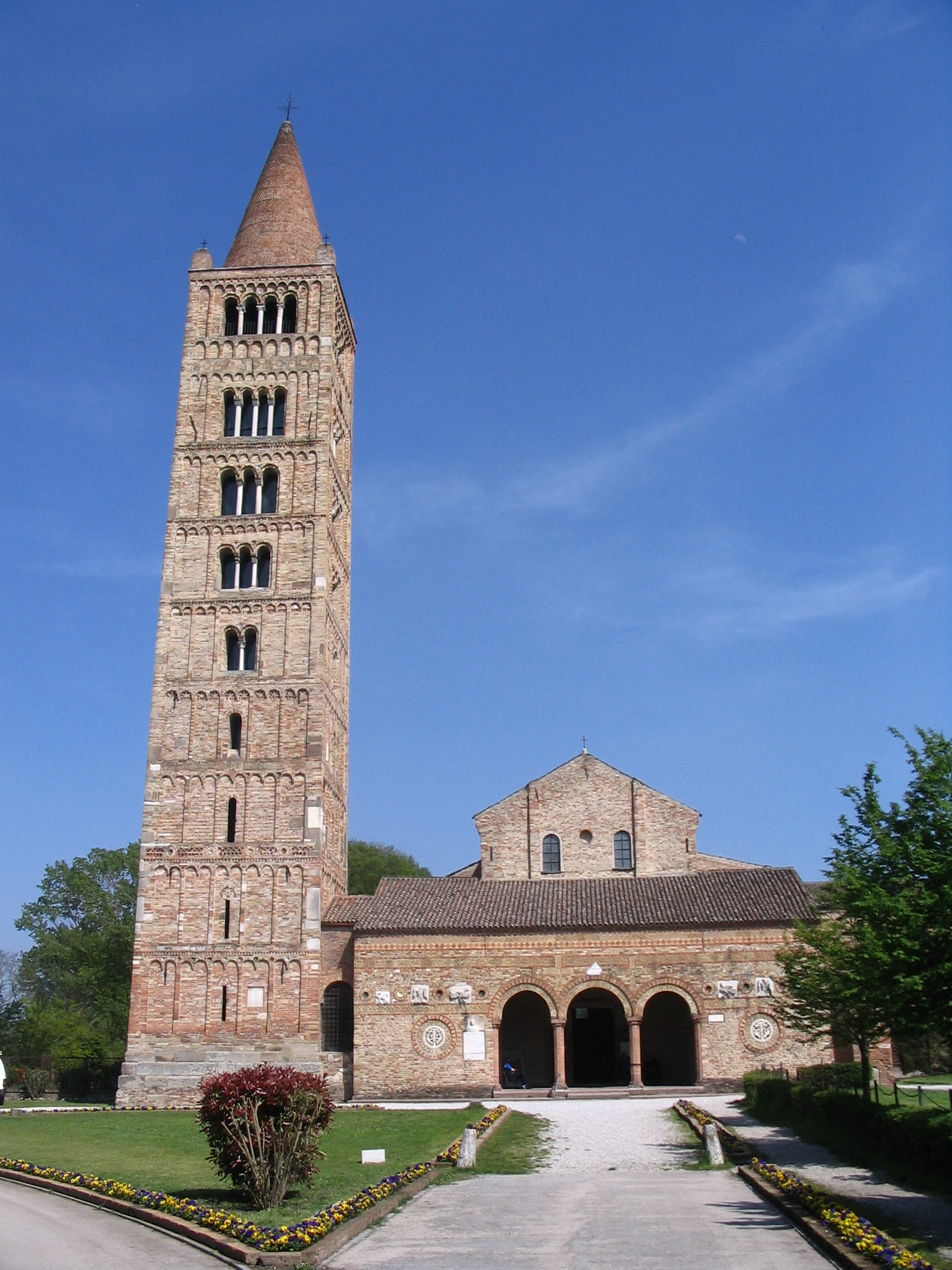
Abbazia di Pomposa.

È difficile datare l'origine della diocesi di Comacchio, anche se gli studiosi unanimemente attribuiscono la nascita della sede nel VI secolo. Il primo vescovo storicamente documentato è Vincenzo; una lapide, che lo descrive come primus episcopus civitatis Cumiacli, è stata scoperta nella cattedrale cittadina, che lui stesso fece edificare all'epoca dell'arcivescovo ravennate Felice, ossia tra il 708 e il 724.
La diocesi fu per lungo tempo, fin dagli inizi della sua storia, suffraganea dell'arcidiocesi di Ravenna. Durante il periodo napoleonico entrò a far parte della neo-costituita provincia ecclesiastica di Ferrara, ma poi nel 1815 ritornò ad essere suffraganea di Ravenna. L'8 dicembre del 1976 la diocesi fu sottratta alla sua antica metropolia per entrare a far parte della provincia ecclesiastica di Bologna.
Il 15 febbraio 1947, con il decreto Comaclensi dioecesi della Congregazione Concistoriale, ampliò il proprio territorio con la pieve di Massa Fiscaglia, comprensiva di 8 parrocchie nei comuni di Fiscaglia e di Ostellato, che appartenevano alla diocesi di Cervia.
Il 18 maggio 1965 con la bolla Pomposiana Abbatia di papa Paolo VI ai vescovi pro tempore di Comacchio fu concesso il titolo di abate di Pomposa.
Al momento della plena unione con l'arcidiocesi di Ferrara, la diocesi di Comacchio comprendeva 44 parrocchie nei comuni di Codigoro (9), Comacchio (11), Goro (1), Lagosanto (3), Massa Fiscaglia (1), Mesola (5), Migliarino (4), Migliaro (2) e Ostellato (8).

### Sedi unite di Ferrara-Comacchio
Già il 29 dicembre 1908 le due sedi erano state unite: l'unione durò fino al 7 luglio 1920 quando furono separate in forza del decreto Instantes supplicationes della Congregazione Concistoriale.
Il 15 luglio 1976, con la nomina di Filippo Franceschi, le due sedi furono unite in persona episcopi.
Il 30 settembre 1986, in forza del decreto Instantibus votis della Congregazione per i vescovi, fu stabilita la plena unione delle due diocesi e la nuova circoscrizione ecclesiastica ha assunto il nome attuale. Il titolo di abate di Pomposa è stato trasferito all'arcivescovo della nuova circoscrizione.
Intorno al 2020 è stato avviato il progetto che prevede di suddividere l'arcidiocesi in 40 unità pastorali. I parroci ricoprono al loro interno anche i ruoli di collaboratori e moderatori, il cui incarico dura nove anni. In ogni unità parrocchiale sono presenti un consiglio pastorale e un consiglio degli affari economici, a cui partecipano anche i laici.

## Cronotassi dei vescovi
Si omettono i periodi di sede vacante non superiori ai 2 anni o non storicamente accertati.

### Vescovi di Voghenza
- Giulio † (menzionato nel 331)
- Oltrando † (IV secolo)[14]
- San Leone I † (menzionato nel 364)[15]
- Costanzo † (menzionato nel 379 e nel 390)[16]
- Agatone † (menzionato nel 390)
- Virginio † (menzionato nel 431)[17]
- Marcellino † (menzionato nel 442)[18]
- Giovanni I † (menzionato nel 462)
- Marcello † (menzionato nel 494)
- Giorgio † (525 - 539)
- Mauricino † (545 - 548)
- Vittore † (circa 560 - dopo il 596)
- Martino † (menzionato nel 608)
- San Leone II † (611 - 620)
- San Maurelio † (640 / 642 - 644)[19]
- Giovanni † (menzionato nel 649)[20]
- Marino † (menzionato nel 657)
- Andrea I † (menzionato nel 678)
- Giustino † (menzionato nel 680)
- Giovanni II † (menzionato nel 772)
- Andrea II † (prima dell'816 - dopo l'827)
- Costantino † (menzionato nell'861)
- Viatore † (prima dell'869 - dopo l'882)

### Vescovi di Ferrara

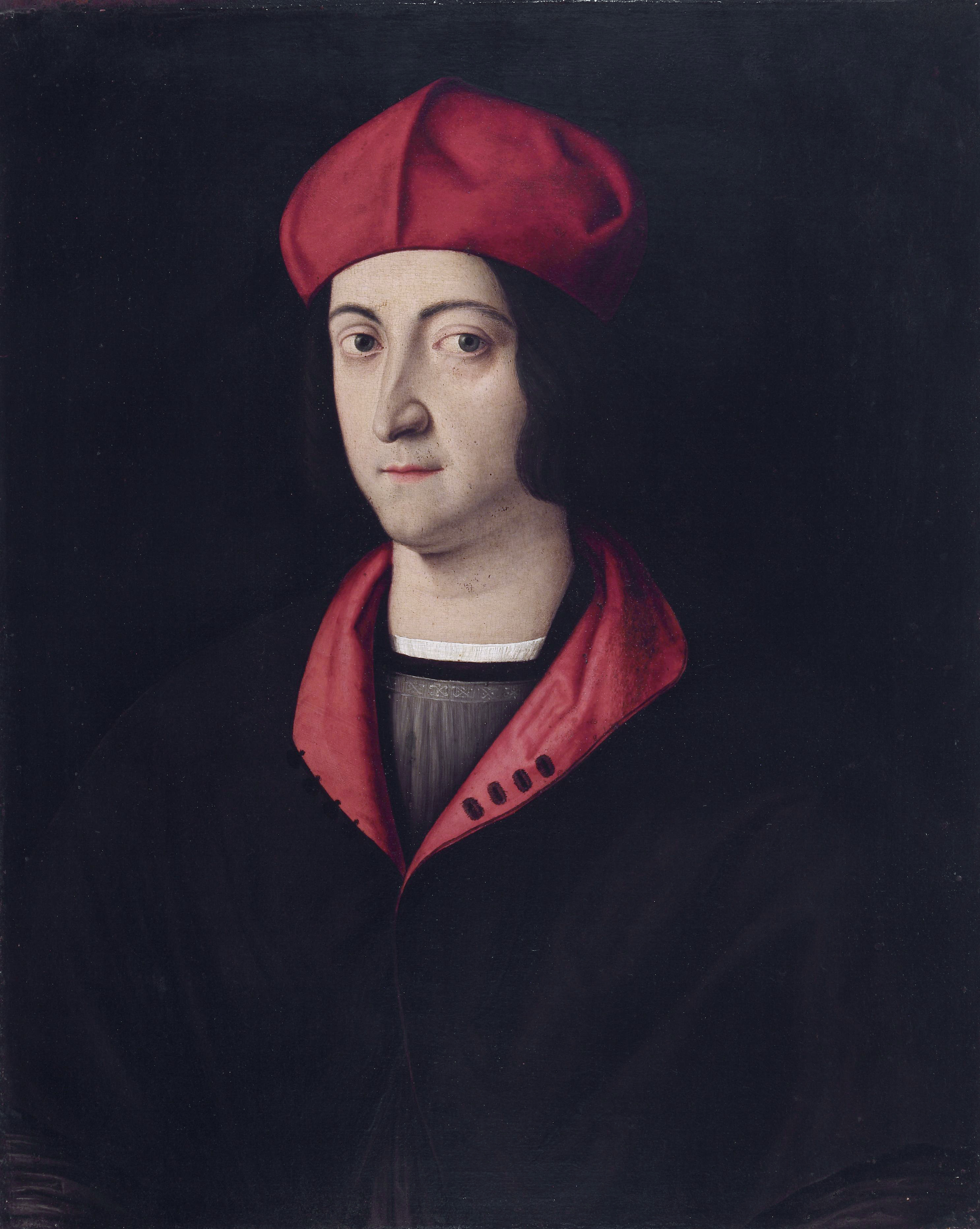
Ippolito d'Este (amministratore apostolico di Ferrara) dal 1503 al 1520

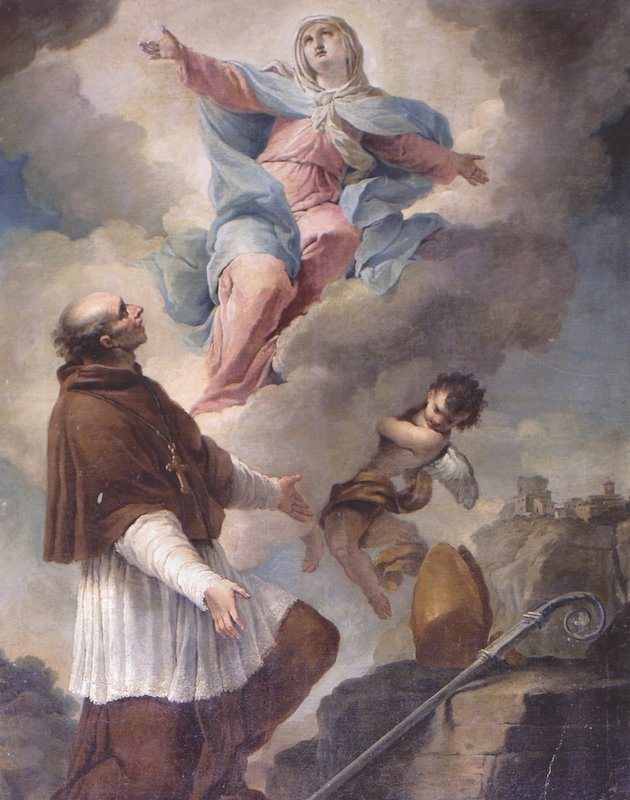
Beato Giovanni Tavelli, vescovo di Ferrara (1431 - 1446)

- Martino † (prima del 954 - dopo il 969)
- Leone † (prima del 970 - dopo il 982)
- Gregorio † (menzionato nel 998)
- Ingone o Ugone † (menzionato nel 1010)
- Rolando I † (menzionato nel 1031)
- Ambrogio † (menzionato nel 1032)
- Rolando II † (prima del 1040 - dopo il 1063)
- Giorgio † (menzionato nel 1064)
- Grazioso o Graziano † (menzionato nel 1069)
  - Guido † (menzionato nel 1086) (illegittimo)
- Landolfo † (prima del 1104 - 1138 o 1139 deceduto)
- Griffone † (2 aprile 1139 - dopo novembre 1156 deceduto)[21]
- Amato † (prima del 1158 - circa 1175 deceduto)
- Presbiterino † (prima del 1175 - dopo il 1181)
- Teobaldo † (prima del 1183 - 1186)
- Stefano † (1186 - dopo il 1189)
- Uguccione o Ugo † (1º maggio 1190 - 30 aprile 1210 deceduto)
- Rolando III † (1212 - dopo il 1231)
- Gravendino † (menzionato nel 1237)
  - Filippo Fontana † (prima del 1239 - 1250 nominato arcivescovo di Firenze) (vescovo eletto)
- Giovanni Querini † (17 agosto 1252 - dopo l'8 febbraio 1257 deceduto)
- Beato Alberto Pandoni, O.E.S.A. † (1257 - 14 agosto 1274 deceduto)
- Guglielmo † (1274 - dopo il 1286)
- Federico di Front e San Martino † (12 febbraio 1288 - 16 maggio 1303 deceduto)
  - Ottobono del Carretto † (9 gennaio 1304 - 1304 dimesso) (vescovo eletto)
- Guido da Capello, O.P. † (3 aprile 1304 - 1332 deceduto)
- Guido da Baisio I † (29 febbraio 1332 - 21 aprile 1349 deceduto)
- Filippo Dell'Antella † (21 ottobre 1349 - 27 febbraio 1357 nominato vescovo di Firenze)
- Bernardo, O.Cist. † (27 febbraio 1357 - 1376 deceduto)
- Beato Aldobrandino d'Este † (tra novembre 1378 e marzo 1379[22] - 1381 deceduto)
- Guido da Baisio II † (1382 o 1383 - 1384 o 1386 deceduto)
- Tommaso Marcapesci † (1384 o 1386 - 1393 deceduto)
- Nicolò de Roberti, O.P. † (4 febbraio 1393 - 24 gennaio 1401 nominato arcivescovo di Soltaniyeh)
- Pietro Boiardo † (24 gennaio 1401 - 1431 dimesso)
- Beato Giovanni Tavelli, C.A.S.H. † (29 ottobre 1431 - 24 luglio 1446 deceduto)
- Francesco dal Legname † (8 agosto 1446 - 26 marzo 1460 nominato vescovo di Feltre e Belluno)
- Lorenzo Roverella † (26 marzo 1460 - 1474 deceduto)
- Bartolomeo Della Rovere, O.F.M. † (11 luglio 1474 - 1494 deceduto)
- Juan de Borja Llançol de Romaní † (29 ottobre 1494 - 1º agosto 1503 deceduto)
  - Ippolito d'Este † (8 ottobre 1503 - 3 settembre 1520 deceduto) (amministratore apostolico)
  - Giovanni Salviati † (12 settembre 1520 - 1º maggio 1550 dimesso) (amministratore apostolico)
  - Luigi d'Este † (1º maggio 1550 - 1563 dimesso) (amministratore apostolico)
- Alfonso Rossetti † (8 ottobre 1563 - 25 febbraio 1577 deceduto)
- Paolo Leoni † (17 marzo 1578 - 7 agosto 1590 deceduto)
- Giovanni Fontana † (7 agosto 1590 succeduto - 5 luglio 1611 deceduto)
- Giambattista Leni † (3 agosto 1611 - 3 novembre 1627 deceduto)
- Lorenzo Magalotti † (5 maggio 1628 - 19 settembre 1637 deceduto)
- Francesco Maria Macchiavelli † (11 ottobre 1638 - 22 novembre 1653 deceduto)
- Carlo Pio di Savoia † (2 agosto 1655 - 26 febbraio 1663 dimesso)
- Giovanni Stefano Donghi † (26 febbraio 1663 - 26 novembre 1669 deceduto)
- Carlo Cerri † (19 maggio 1670 - 14 maggio 1690 deceduto)
- Marcello Durazzo † (27 novembre 1690 - 27 agosto 1691 nominato arcivescovo, titolo personale, di Spoleto)
  - Sede vacante (1691-1696)
- Domenico Tarugi † (2 gennaio 1696 - 27 dicembre 1696 deceduto)
- Baldassare Cenci † (2 gennaio 1696 - 27 dicembre 1696 deceduto)
- Fabrizio Paolucci † (27 gennaio 1698 - prima del 14 marzo 1701 dimesso)
- Taddeo Luigi dal Verme † (14 marzo 1701 - 12 gennaio 1717 deceduto)
- Tommaso Ruffo † (10 maggio 1717 - 26 aprile 1738 dimesso)
- Raniero d'Elci † (5 maggio 1738 - 15 settembre 1740 dimesso)
- Bonaventura Barberini, O.F.M.Cap. † (16 settembre 1740 - 15 ottobre 1743 deceduto)
- Girolamo Crispi † (16 dicembre 1743 - 24 luglio 1746 deceduto)
- Marcello Crescenzi † (22 agosto 1746 - 24 agosto 1768 deceduto)
  - Sede vacante (1768-1773)
- Bernardino Giraud † (15 marzo 1773 - 14 febbraio 1777 dimesso)
- Alessandro Mattei † (17 febbraio 1777 - 2 aprile 1800 nominato vescovo di Palestrina)
  - Alessandro Mattei † (2 aprile 1800 - 5 gennaio 1807 dimesso) (amministratore apostolico)
- Paolo Patrizio Fava Ghisilieri † (24 agosto 1807 - 14 agosto 1822 deceduto)
- Carlo Odescalchi † (10 marzo 1823 - 2 luglio 1826 dimesso)
- Filippo Filonardi † (3 luglio 1826 - 3 maggio 1834 deceduto)
- Gabriel della Genga Sermattei † (23 giugno 1834 - 13 gennaio 1843 dimesso)
- Ignazio Giovanni Cadolini † (30 gennaio 1843 - 11 aprile 1850 deceduto)
- Luigi Vannicelli Casoni † (20 maggio 1850 - 21 aprile 1877 deceduto)
- Luigi Giordani † (22 giugno 1877 - 21 aprile 1893 deceduto)
- Egidio Mauri, O.P. † (12 giugno 1893 - 13 marzo 1896 deceduto)
- Pietro Respighi † (30 novembre 1896 - 9 aprile 1900 nominato vicario generale per la diocesi di Roma)
- Giulio Boschi † (19 aprile 1900 - 7 gennaio 1919 dimesso)
- Francesco Rossi † (15 dicembre 1919 - 25 luglio 1929 deceduto)
- Ruggero Bovelli † (4 ottobre 1929 - 9 giugno 1954 deceduto)
- Natale Mosconi † (5 agosto 1954 - 21 aprile 1976 dimesso)
- Filippo Franceschi † (15 luglio 1976 - 7 gennaio 1982 nominato arcivescovo, titolo personale, di Padova)
- Luigi Maverna † (25 marzo 1982 - 30 settembre 1986 nominato arcivescovo di Ferrara-Comacchio)

### Vescovi di Comacchio
La tradizionale cronotassi dei vescovi di Comacchio inizia con tre vescovi, che, secondo lo storico faentino Francesco Lanzoni, sono spuri: Pacaziano, menzionato nel 502, che fu vescovo di Imola e non di Comacchio; un anonimo, menzionato nel 592 o nel 595, che deriverebbe da un falso diploma di papa Gregorio I; e Ambrogio, vissuto attorno all'anno 600, che sarebbe frutto di una errata lettura dello schedario Garampi.
- Vincenzo † (all'inizio dell'VIII secolo)
- Vitale † (prima del 787 - dopo l'827)
- Cipriano † (menzionato nell'858)
- Stefano † (menzionato nell'879)
- Orso † (menzionato nel 954)
- Bernardo ? † (X secolo)
- Gregorio † (menzionato nel 969)
- Giorgio † (menzionato nel 997)
- Giovanni I † (prima del 1003 - dopo il 1016)
- Pietro † (menzionato nel 1053)
- Adelberto o Alberto † (menzionato nel 1086)
- Ildebrando † (menzionato nel 1122)
- Enrico, O.Cist. † (menzionato nel 1141)
- Leone † (menzionato nel 1154)
- Giovanni II † (prima del 1205 - dopo marzo 1222)[24]
- Donato † (1222 - ?)
- Bozio † (prima del 1253 - 1261)
- N. (Nicola ?) † (menzionato il 4 marzo 1261)
- Michele † (prima di giugno 1265 - dopo il 1274)
- Taddeo † (prima di giugno 1277 - dopo il 1280)
- Bartolo † (28 febbraio 1285 - ? dimesso)
- Onorato ? † (?)
- Pietro Mancinelli, O.P. † (1304 - 1327 deceduto)
- Esuperanzio Lambertazzi † (17 febbraio 1327 - 22 novembre 1327 nominato vescovo di Adria)
- Francesco de' Boatteri, O.P. † (26 marzo 1328 - 21 marzo 1333 deceduto)
- Bartolomeo, O.P. † (30 luglio 1333 - 1348 deceduto)
- Pace, O.F.M. † (8 dicembre 1348 - 1349 deceduto)
- Remigio, O.E.S.A. † (22 giugno 1349 - 26 aprile 1357 nominato vescovo di Pistoia)
- Guglielmo Vasco, O.F.M. † (16 luglio 1357 - 24 novembre 1371 nominato vescovo di Siena)
- Teobaldo, O.S.B. † (24 novembre 1371 - prima di agosto 1381 deceduto)
- Federico Purlilli † (1381 - ?)
  - Biagio, O.F.M. † (16 giugno 1382 - 1385) (antivescovo)
- Simone Saltarelli, O.P. † (16 luglio 1386 - 12 aprile 1396 nominato vescovo di Trieste)
- Pietro Buono, O.S.B. † (12 aprile 1396 - 1400 deceduto)
- Onofrio Visdomini, O.E.S.A. † (13 dicembre 1400 - 1401 dimesso)
- Giacomo Bertucci degli Obizzi † (4 gennaio 1402 - 11 settembre 1404 nominato vescovo di Adria)
- Giovanni Strata (o Giovanni Strada) † (15 febbraio 1406 - 27 aprile 1418 nominato vescovo di Forlì)
- Alberto Buoncristiani, O.S.M. † (27 aprile 1418 - 1431 deceduto)
- Mainardino de' Contrarii † (21 novembre 1431 - 1449 deposto)
- Bartolomeo de' Medici, O.P. † (1450 - 1460)
- Francesco Fogliani † (28 luglio 1460 - ?)
- Filippo Zoboli † (6 marzo 1472 - 1497 deceduto)
- Maladusio d'Este † (26 giugno 1497 - 1506 dimesso)
- Tommaso Foschi † (14 ottobre 1506 - 1514 deceduto)[25]
- Ghilino Ghilini † (1º settembre 1514 - 21 dicembre 1559 deceduto)
- Alfonso Rossetti † (21 dicembre 1559 succeduto - 8 ottobre 1563 nominato vescovo di Ferrara)
- Ercole Sacrati † (8 ottobre 1563 succeduto - 1591 deceduto)
- Orazio Giraldi † (22 aprile 1592 - 29 gennaio 1617 deceduto)
- Alfonso Sacrati † (12 giugno 1617 - 1625 dimesso)
- Camillo Moro † (2 marzo 1626 - 10 maggio 1630 deceduto)
- Alfonso Pandolfi † (12 maggio 1631 - 3 ottobre 1648 deceduto)
- Giulio Cesare Borea † (28 giugno 1649 - 11 marzo 1655 deceduto)
- Sigismondo Isei † (30 agosto 1655 - settembre 1670 deceduto)
- Nicolò Arcani † (22 dicembre 1670 - 1º gennaio 1714 deceduto)
- Francesco Bentini † (16 aprile 1714 - 3 marzo 1744 deceduto)
- Giovanni Cavedi, O.F.M. † (3 marzo 1744 succeduto - 24 dicembre 1744 deceduto)
- Cristoforo Lugaresi † (8 marzo 1745 - 29 settembre 1758 deceduto)
- Giovanni Rondinelli † (22 novembre 1758 - 24 luglio 1795 deceduto)
  - Gianfilippo Fogli † (1796 - 22 maggio 1797 deceduto) (vescovo eletto)
- Gregorio Boari, O.F.M.Cap. † (24 luglio 1797 - 24 novembre 1817 deceduto)
- Michele Virgili † (29 marzo 1819 - 23 settembre 1855 deceduto)
- Vincenzo Moretti † (17 dicembre 1855 - 23 marzo 1860 nominato vescovo di Cesena)
- Fedele Bufarini † (23 marzo 1860 - 26 marzo 1867 dimesso)
- Alessandro Paolo Spoglia † (27 marzo 1867 - 15 settembre 1879 dimesso)
- Aloisio Pistocchi † (19 settembre 1879 - 31 marzo 1883 deceduto)
- Tullio Sericci † (9 agosto 1883 - 5 luglio 1902 deceduto)
- Alfonso Archi † (10 ottobre 1902 - 8 settembre 1905 nominato vescovo di Como)
  - Sede vacante (1905-1908)
  - Sede unita a Ferrara (1908-1920)
- Gherardo Sante Menegazzi, O.F.M.Cap. † (16 dicembre 1920 - 1º luglio 1938 dimesso[26])
- Paolo Babini † (12 settembre 1938 - 21 ottobre 1950 nominato vescovo di Forlì)
- Natale Mosconi † (28 maggio 1951 - 5 agosto 1954 nominato arcivescovo di Ferrara)
- Giovanni Mocellini † (26 agosto 1955 - 1º gennaio 1969 nominato vescovo di Adria)
  - Sede vacante (1969-1976)[27]
- Filippo Franceschi † (15 luglio 1976 - 7 gennaio 1982 nominato arcivescovo, titolo personale, di Padova)
- Luigi Maverna † (25 marzo 1982 - 30 settembre 1986 nominato arcivescovo di Ferrara-Comacchio)

### Arcivescovi di Ferrara-Comacchio
- Luigi Maverna † (30 settembre 1986 - 8 settembre 1995 ritirato)
- Carlo Caffarra † (8 settembre 1995 - 16 dicembre 2003 nominato arcivescovo di Bologna)
- Paolo Rabitti (2 ottobre 2004 - 1º dicembre 2012 ritirato)
- Luigi Negri † (1º dicembre 2012 - 15 febbraio 2017 ritirato)
- Gian Carlo Perego, dal 15 febbraio 2017

## Statistiche
L'arcidiocesi nel 2023 su una popolazione di 267.300 persone contava 265.190 battezzati, corrispondenti al 99,2% del totale.
| anno                             | popolazione | popolazione | popolazione | presbiteri | presbiteri | presbiteri | presbiteri                | diaconi | religiosi | religiosi | parrocchie |
| anno                             | battezzati  | totale      | %           | numero     | secolari   | regolari   | battezzati per presbitero | diaconi | uomini    | donne     | parrocchie |
| -------------------------------- | ----------- | ----------- | ----------- | ---------- | ---------- | ---------- | ------------------------- | ------- | --------- | --------- | ---------- |
| Arcidiocesi di Ferrara           |             |             |             |            |            |            |                           |         |           |           |            |
| 1950                             | 221.122     | 222.057     | 99,6        | 223        | 152        | 71         | 991                       |         | 91        | 720       | 100        |
| 1970                             | ?           | 252.249     | ?           | 222        | 152        | 70         | ?                         |         | 94        | 506       | 123        |
| 1980                             | 276.862     | 278.940     | 99,3        | 221        | 151        | 70         | 1.252                     |         | 87        | 431       | 125        |
| Diocesi di Comacchio             |             |             |             |            |            |            |                           |         |           |           |            |
| 1950                             | 80.500      | 80.500      | 100,0       | 44         | 32         | 12         | 1.829                     |         | 14        | 76        | 27         |
| 1969                             | 70.433      | 70.433      | 100,0       | 67         | 57         | 10         | 1.051                     |         | 10        | 130       | 40         |
| 1980                             | 65.000      | 67.900      | 95,7        | 53         | 44         | 9          | 1.226                     |         | 9         | 99        | 44         |
| Arcidiocesi di Ferrara-Comacchio |             |             |             |            |            |            |                           |         |           |           |            |
| 1990                             | 324.050     | 328.000     | 98,8        | 236        | 178        | 58         | 1.373                     |         | 65        | 405       | 169        |
| 1999                             | 276.000     | 280.000     | 98,6        | 184        | 144        | 40         | 1.500                     | 4       | 47        | 238       | 169        |
| 2000                             | 276.000     | 280.000     | 98,6        | 181        | 141        | 40         | 1.524                     | 8       | 48        | 236       | 169        |
| 2001                             | 277.500     | 281.485     | 98,6        | 189        | 148        | 41         | 1.468                     | 9       | 48        | 297       | 169        |
| 2002                             | 276.000     | 280.318     | 98,5        | 184        | 146        | 38         | 1.500                     | 8       | 43        | 282       | 169        |
| 2003                             | 271.000     | 275.000     | 98,5        | 185        | 138        | 47         | 1.464                     | 9       | 53        | 263       | 169        |
| 2004                             | 269.817     | 273.800     | 98,5        | 185        | 136        | 49         | 1.458                     | 12      | 64        | 258       | 169        |
| 2006                             | 274.400     | 279.000     | 98,4        | 176        | 140        | 36         | 1.559                     | 12      | 43        | 226       | 171        |
| 2013                             | 273.900     | 276.000     | 99,2        | 172        | 144        | 28         | 1.592                     | 17      | 38        | 172       | 169        |
| 2016                             | 274.900     | 277.211     | 99,2        | 167        | 133        | 34         | 1.646                     | 20      | 45        | 170       | 169        |
| 2019                             | 273.700     | 277.000     | 98,8        | 165        | 129        | 36         | 1.658                     | 21      | 42        | 124       | 169        |
| 2021                             | 269.550     | 271.272     | 99,4        | 146        | 128        | 18         | 1.846                     | 23      | 22        | 100       | 173        |
| 2023                             | 265.190     | 267.300     | 99,2        | 138        | 122        | 16         | 1.921                     | 25      | 20        | 95        | 173        |

### Per la sede di Ferrara
- (LA) Ferdinando Ughelli, Italia sacra, Tomo II, seconda edizione, Venezia, 1717,  coll. 513-565.
- Lorenzo Barotti, Serie de' Vescovi ed Arcivescovi di Ferrara, Ferrara, 1781.
- Francesco Leopoldo Bertoldi, Vescovi ed arcivescovi di Ferrara dalla prima loro epoca sino all’anno 1818, Ferrara, 1818.
- Giuseppe Cappelletti, Le chiese d'Italia della loro origine sino ai nostri giorni, IV, Venezia, 1846,  pp. 9-226.
- Francesco Lanzoni, Le diocesi d'Italia dalle origini al principio del secolo VII (an. 604), II, Faenza, 1927,  pp. 811-813.
- (LA) Paul Fridolin Kehr, Italia pontificia, V, Berolini, 1911,  pp. 201-241.
- (LA) Pius Bonifacius Gams, Series episcoporum Ecclesiae Catholicae, Graz, 1957,  pp. 694-695.
- (LA)  Konrad Eubel, Hierarchia Catholica Medii Aevi, vol. 1, pp. 247–248; vol. 2, p. 153; vol. 3, p. 196; vol. 4, p. 186; vol. 5, pp. 200–201; vol. 6, p. 215.
- (LA) Bolla Paterna pontificii nobis, in Bullarum diplomatum et privilegiorum Sanctorum Romanorum Pontificum, Tomus XXIV, Augustae Taurinorum, 1872,  pp. 62-68.
- (LA) Decreto Ad maius Christifidelium (PDF), AAS 69 (1977), pp. 157–158.

### Per la sede di Comacchio
- (LA) Ferdinando Ughelli, Italia sacra, Tomo II, seconda edizione, Venezia, 1717,  coll. 481-489.
- Giuseppe Cappelletti, Le chiese d'Italia della loro origine sino ai nostri giorni, II, Venezia, 1844,  pp. 579-624.
- Francesco Lanzoni, Il primo vescovo di Comacchio, in Atti e memorie della regia deputazione di storia patria per le Provincie di Romagna, Terza serie, vol. XXVII, 1909,  pp. 62-70.
- Francesco Lanzoni, Le diocesi d'Italia dalle origini al principio del secolo VII (an. 604), II, Faenza, 1927,  p. 819.
- (LA) Paul Fridolin Kehr, Italia pontificia, V, Berolini, 1911,  pp. 174-187.
- (LA) Pius Bonifacius Gams, Series episcoporum Ecclesiae Catholicae, Graz, 1957,  pp. 687-688.
- (LA)  Konrad Eubel, Hierarchia Catholica Medii Aevi, vol. 1, p. 199; vol. 2, p. 133; vol. 3, p. 173; vol. 4, p. 157; vol. 5, p. 165; vol. 6, p. 174.
- (LA) Bolla Pomposiana Abbatia, su vatican.va.

### Altri testi
- Dante Balboni, Dictionnaire d'histoire et de géographie écclesiastiques, 16 (1967) sub voce Ferraria, coll. 1192-98.
- Girolamo Baruffaldi, Dell'istoria di Ferrara
- Enciclopedia cattolica sub voce Ferrara, Città del Vaticano, 1950.
- Marc’Antonio Guarini, Catalogo ms. 1632.
- Antonio Libanori, Ferrara d’oro imbrunito, Ferrara, 1667.
- can. Giuseppe Manini-Ferranti, Compendio della storia sacra e politica di Ferrara, Ferrara, Bianchi e Negri, 1808-1810, Vol. 6.
- Alfonso Maresta, Teatro genealogico et istorico dell’antiche e illustri famiglie di Ferrara, Ferrara, 1681.
- Luciano Meluzzi, Gli arcivescovi di Ferrara, Collana Storico-Ecclesiastica, N. 5, Bologna, 1970.
- Lorenzo Paliotto, Ferrara nel Seicento. Quotidianità tra potere legatizio e governo pastorale, Ferrara, Edizioni cartografiche, s.d.
- Antonio Samaritani, Cronotassi dei Vescovi di Voghenza (V-X) e di Ferrara.
- José-Apeles Santolaria de Puey y Cruells, Gli affreschi della Sala degli stemmi del Palazzo arcivescovile di Ferrara, Archivio Storico Ecclesiastico di Ferrara, Ferrara, 2017.
- Giuseppe Antenore Scalabrini, Memorie istoriche delle chiese di Ferrara e dei suoi borghi, Ferrara, presso Coatti, 1773.
- Giuseppe Turri, La Basilica Cattedrale di San Cassiano. Comacchio, Cento, 1973.